# Nebrius ferrugineus
Pour les articles homonymes, voir Requin dormeur.
Requin nourrice fauve
Genre
Espèce
Synonymes
Ginglymostoma concolor
Statut de conservation UICN

 VU A2abcd+3cd+4abcd : Vulnérable
Répartition géographique
Le Requin nourrice fauve (Nebrius ferrugineus) est une espèce de requins de la famille des Ginglymostomatidae. C'est la seule espèce du genre monotypique Nebrius décrite.
Ce requin peut être dangereux s'il est dérangé : malgré sa petite dentition, il ne lâche pas quand il mord.

## Description et caractéristiques
Cette espèce peut atteindre 3,20 mètres de long. 

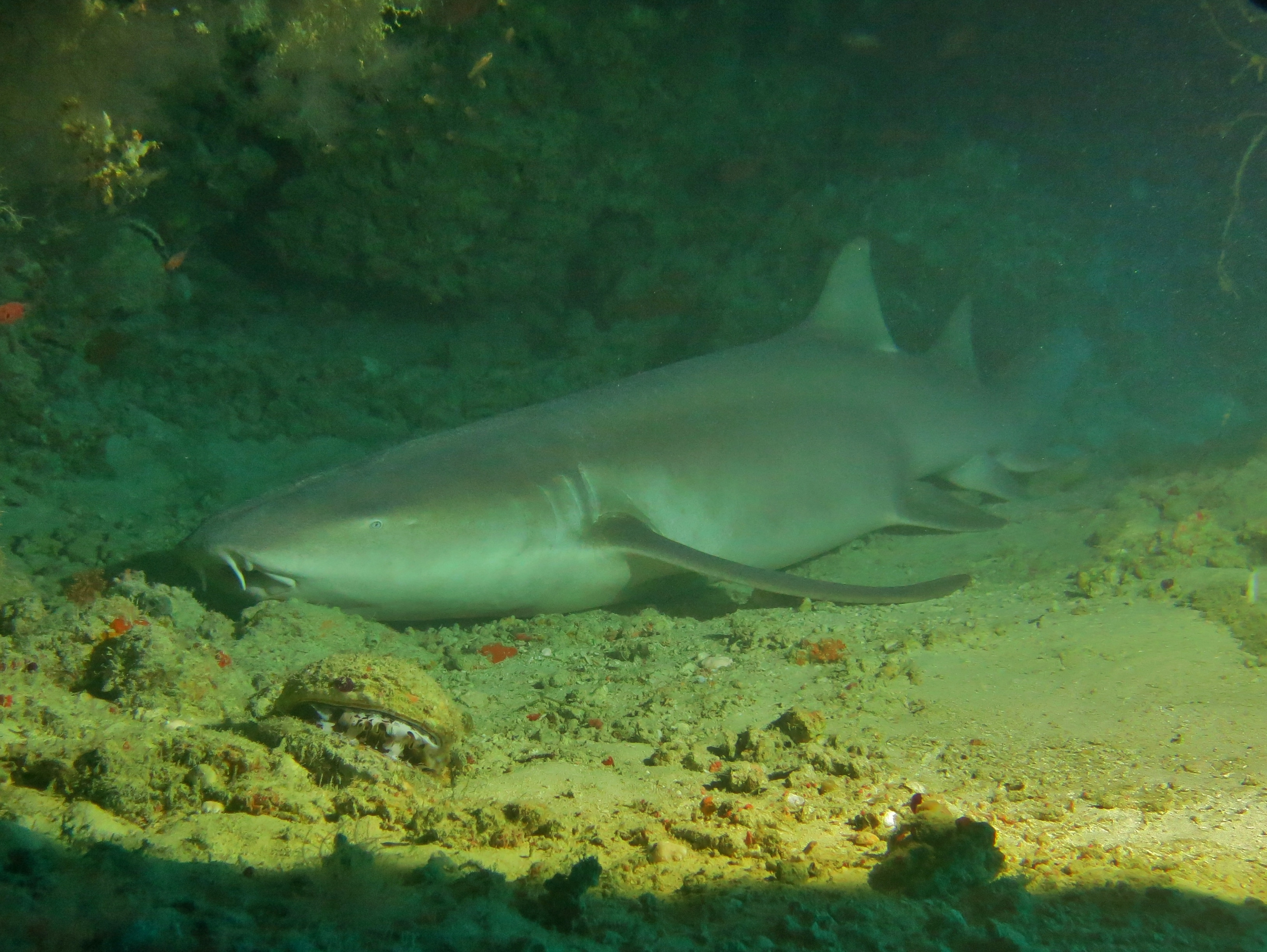
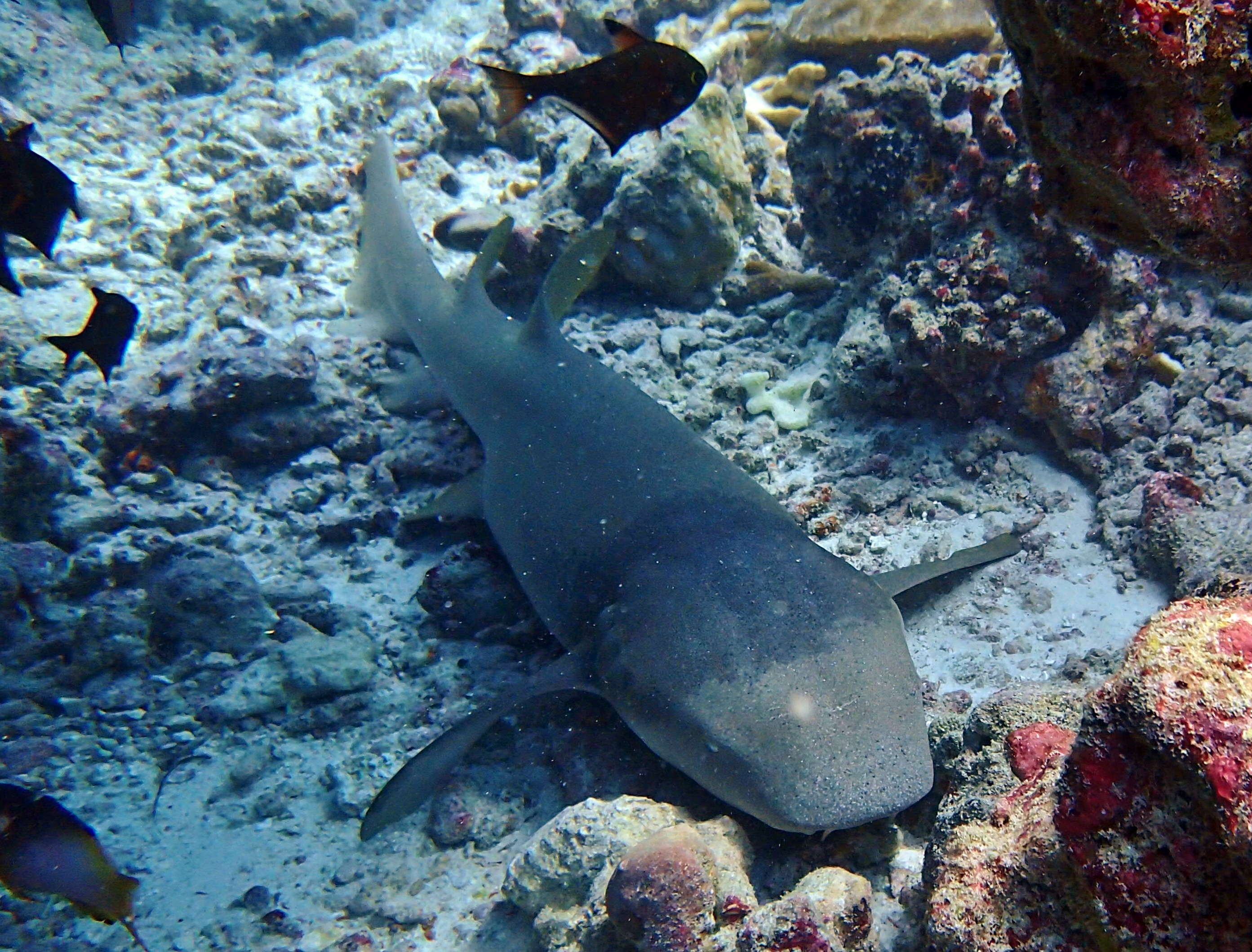
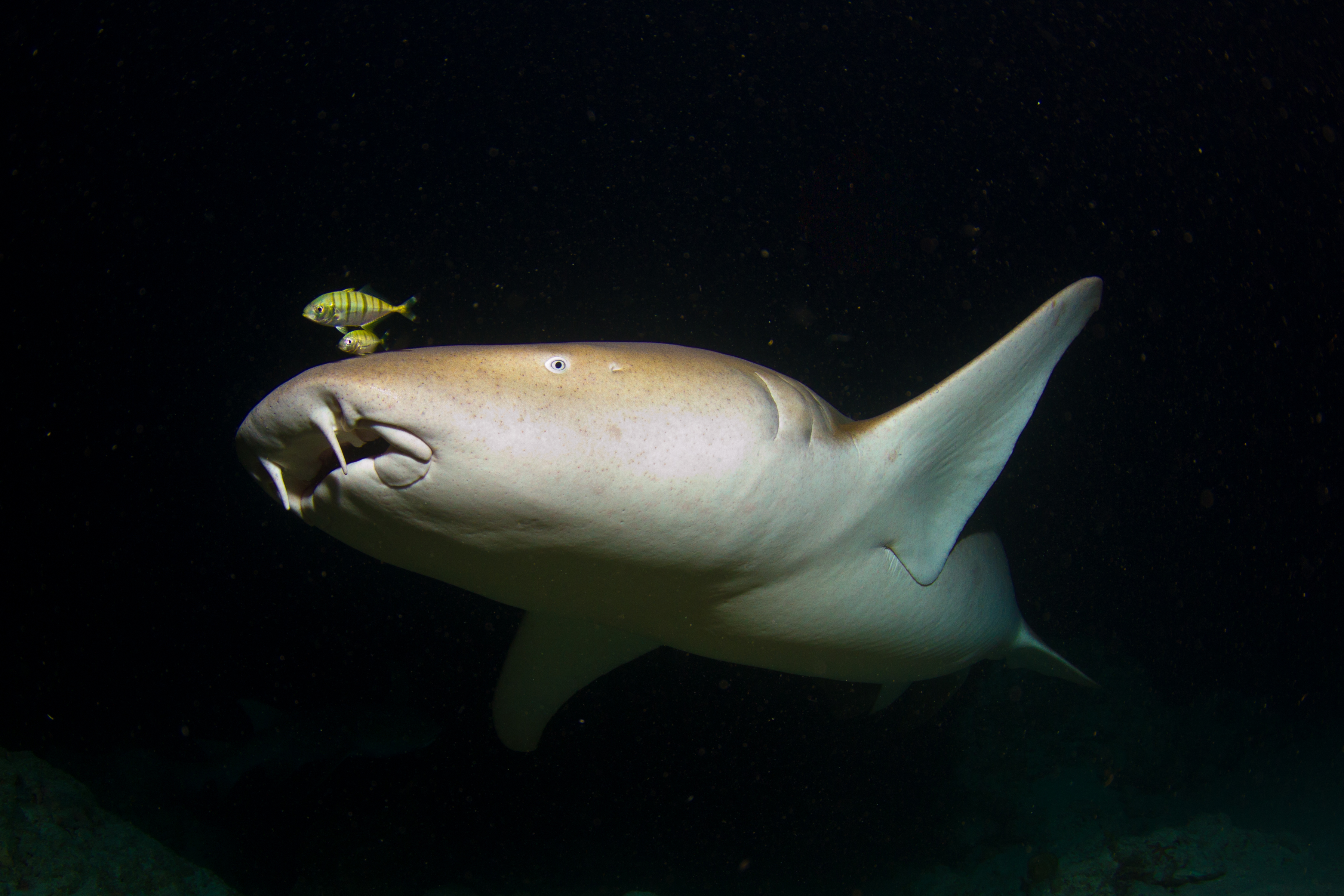

Il est de couleur uniforme brune ou noisette. Son œil est petit et il a deux barbillons nasaux.

## Habitat et répartition
Ce requin vit dans l'océan Indien et le Pacifique ouest, dans les eaux marines côtières, de la surface à 70 mètres de profondeur.